# Currie (Nevada)
Currie é uma comunidade não incorporada no condado de Elko, estado do Nevada, nos Estados Unidos. É por muitos considerada como uma cidade fantasma, mas não está  abandonada, pois vivem ali 20 habitantes.
O nome da cidade é uma homenagem a Joseph Currie que aí começou a explorar um rancho em 1885 . A descoberta de ouro na cidade próxima de Ely levou à construção de uma estrada de ferro entre Ely e Cobre. Currie ficava localizada no meio das duas localidades. Essa linha começou a funcionar em 22 de março de 1906. Entre 1906 e 1941 passaram por aquela linha férrea 4,6 milhões de passageiros. 
Em 20 de junho de 1983 as fundições de Ely encerraram e um dia mais tarde fechou a linha férrea. 
A maior parte da localidade pertencem a Glenn and Brenda Taylor, que atualmente vivem no estado do Utah.